# Graphe planaire
Pour les articles homonymes, voir Planaire.
Dans la théorie des graphes, un graphe planaire est un graphe qui a la particularité de pouvoir se représenter sur un plan sans qu'aucune arête (ou arc pour un graphe orienté) n'en croise une autre. Autrement dit, ces graphes sont précisément ceux que l'on peut plonger dans le plan, ou encore les graphes dont le nombre de croisements est nul.
Les méthodes associées à ces graphes permettent de résoudre des problèmes comme l'énigme des trois maisons et d'autres plus difficiles comme le théorème des quatre couleurs.

## Exemples et contre-exemples
1)
2)
3)
4)
1. Ce graphe est clairement planaire, car il n'existe pas d'intersection entre deux arêtes.
2. C'est un graphe complet à quatre sommets (K4). Il est planaire : si on déplace le sommet 4 dans le triangle 1 2 3, on constate qu'il n'y a plus d'intersection d'arêtes.
3. C'est un graphe complet à 5 sommets (K5). Il n'est pas planaire.
4. C'est un graphe biparti complet K3,3 à 6 sommets, 3 d'entre eux se connectant aux trois autres. Il n'est pas planaire.

En fait, K5 et K3,3 sont les plus petits graphes non planaires, ce qui découle de la caractérisation ci-dessous.

## Caractérisation de Kuratowski et de Wagner
Ne doit pas être confondu avec Théorème de fermeture/complémentaire de Kuratowski.

Le graphe des pays du monde reliés par un arête s'ils sont limitrophes n'est pas planaire car il possède une expansion de K_{5} parmi ses sous-groupes partiels.

Le mathématicien polonais Kazimierz Kuratowski a établi en 1930 la caractérisation suivante des graphes planaires :
Un graphe fini est planaire si et seulement s'il ne contient pas de sous-graphe partiel qui est une expansion de K5 (le graphe complet à 5 sommets) ou K3,3 (le graphe complet biparti à 3+3 sommets).
L'expansion (ou subdivision) d'un graphe est le résultat de l'ajout d'un ou plusieurs sommets sur une ou plusieurs arêtes (par exemple, transformation de l'arête •——• en •—•—•). 
Quelques années plus tard le mathématicien allemand Klaus Wagner en donna une caractérisation semblable : 
Un graphe fini est planaire si et seulement s'il ne compte pas K5 ou K3,3 parmi ses mineurs.
Un mineur d'un graphe est le résultat de la contraction d'arêtes (fusionnant les extrémités), la suppression d'arêtes (sans fusionner les extrémités), et la suppression de sommets (et des arêtes adjacentes).
La différence entre ces deux caractérisations est minuscule, mais Wagner fit la conjecture que ce dernier admettrait une généralisation que celle de Kuratowski n'admettait pas. Il supposait qu'il y aurait, pour chaque classe de graphes finis close par mineur, un ensemble fini de mineurs interdits qui la caractériserait. Une classe est dite close par mineur si elle comprend tous les mineurs de chaque graphe qu'elle comprend ; un graphe planaire, par exemple, est toujours planaire après la contraction ou suppression d'arêtes et de sommets, et pour cette classe les deux seuls mineurs interdits sont K5 et K3,3. Mais aussi notamment il existerait un nombre fini de mineurs interdits pour la classe des graphes qui peuvent se plonger sur un tore, ou sur une surface quelconque, et pour la classe de graphes qui peuvent se plonger dans l'espace à trois dimensions sans nœud, entre autres. Cette conjecture fut enfin prouvée en 2004 par Robertson et Seymour, mais de façon non-constructive : par exemple, on ne connaît toujours pas tous les mineurs interdits pour le plongement de graphe sur un tore. Pour plus d'informations, voir l'article théorème de Robertson-Seymour.

## Propriétés

Le degré de la face non bornée de ce graphe planaire est égal à 6.

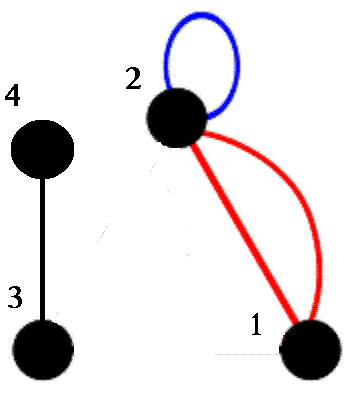
L'arête bleue est une boucle, les arêtes rouges sont multiples.

Dans toute la suite du paragraphe, nous utiliserons les notations suivantes :
- {\displaystyle G} désigne un graphe planaire,
- {\displaystyle n} son nombre de nœuds,
- {\displaystyle a} son nombre d'arêtes (ou de liens),
- {\displaystyle f} son nombre de faces.

Une face est une composante connexe du complémentaire du graphe dans le plan. Le degré d'une face {\displaystyle F} est la longueur de son cycle frontière, on considère un chemin le plus court possible d'origine confondue avec son extrémité, le nombre d'arêtes (avec leur multiplicité) est le degré de la face {\displaystyle F}. Il est noté {\displaystyle {\text{deg}}(F)}. On obtient une première formule presque évidente :
En effet, chaque arête élément d'un cycle borde deux faces, une arête partagée par aucun cycle est parcourue deux fois par le chemin frontière de la composante non bornée du complémentaire du graphe.

### Formule d'Euler et conséquences
La formule d'Euler pour un graphe planaire connexe est :
Une méthode simple pour la démontrer est de l'établir pour un graphe sans cycle (à une face), puis par récurrence d'ajouter les arêtes qui engendrent des cycles. Cette formule permet de démontrer que tout graphe simple planaire connexe, ayant au moins trois sommets, vérifie la majoration suivante.
Un graphe simple est un graphe sans boucle (une boucle est une arête qui possède une origine et une extrémité confondues) et sans arête multiple (des arêtes multiples sont des arêtes ayant même origine et même extrémité). Cette formule se démontre simplement : toute face est de degré au moins égal à 3, car le graphe comporte au moins trois nœuds et est simple. On en déduit, par la formule (1), que 3f est inférieur ou égal à 2a. La formule d'Euler permet de conclure.
Cette formule implique que les graphes planaires sont des graphes creux. De plus, leur arboricité est bornée par 3.
Cette majoration est à l'origine d'une démonstration du fait que K5 n'est pas planaire. En effet, K5 dispose de 10 arêtes, et 5 nœuds, ce résultat est incompatible avec la majoration (2). Si, avec les hypothèses de la majoration (2), le graphe est sans triangle, on dispose alors de la majoration :
Le raisonnement est le même, mais cette fois-ci le degré d'une face est au moins égal à 4. On en déduit que K3,3 n'est pas planaire. Les détails sont donnés dans l'article « Énigme des trois maisons ».

## Dessin de graphe
La conjecture de Scheinerman, maintenant démontrée, énonce que tout graphe planaire est le graphe d'intersection de segments dans le plan.

## Intérêt et applications

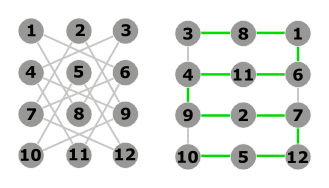
Un graphe de mouvement brut à gauche ; le même graphe réorganisé à droite.

Un exemple simple pour illustrer l'intérêt des graphes planaires est une énigme, dite des trois maisons initialement posée sous forme mathématique par H. E. Dudeney en 1917. Elle prend la forme suivante : « Un lotissement de trois maisons doit être équipé d'eau, de gaz et d'électricité. La règlementation interdit de croiser les canalisations pour des raisons de sécurité. Comment faut-il faire ? »
Cependant, l'intérêt pour les graphes planaires est plus ancien, il remonte au théorème des quatre couleurs. Depuis, de nombreux problèmes difficiles du point de vue algorithmique (NP-complet) se sont avérés faciles dans cette classe particulière ; toutefois pour la plupart de ces problèmes seule l'interdiction du mineur K5 est nécessaire.
La propriété de planarité est à l'origine des questions plus générales de plongement de graphe sur des surfaces (graph embedding) : peut-on plonger un graphe donné sur une surface donnée ? 
La propriété de planarité d'un graphe le rend plus abordable au cerveau humain[réf. nécessaire] comme en témoigne l'exemple du problème du cavalier aux échecs ci-dessous : 
Sur un échiquier, on dispose un cavalier. Le but est de le faire passer par toutes les cases, une seule fois par case, en respectant le mouvement classique de la pièce aux échecs. Pour illustrer le problème, on utilise ici un plateau de quatre cases sur trois rangées. Le problème est représenté par un graphe de mouvement ; les sommets du graphe correspondent aux cases de l’échiquier ; les arcs figurent les mouvements possibles. Ainsi, à partir de la case 1, il est possible de se rendre à la case 8 ou à la case 6 car celles-ci sont liées à la première sur le graphe.
Présenté de cette manière, le problème reste complexe. Toutefois, le graphe est planaire et on peut le représenter de façon plus intuitive. On peut facilement extraire de cette nouvelle représentation une solution (tracée en vert) partant de la case 3 et arrivant à la case 10.
De façon plus terre à terre, il était plus facile de concevoir les tout premiers circuits imprimés à transistors quand le graphe du circuit était planaire : on évitait alors de devoir recourir au procédé bicouche ou à des « straps » fragiles pour s'échapper du plan du circuit imprimé.

## Aspects algorithmiques

### Reconnaissance
Le problème qui consiste, étant donné un graphe à savoir si c'est un graphe planaire est appelé test de planarité. Plusieurs algorithmes ont été proposés pour ce problème. Les meilleurs atteignent une complexité en temps linéaire, ce qui est optimal asymptotiquement. Le premier tel algorithme date de 1974, et est dû à Robert Tarjan et John Hopcroft.
Robert Cori a décrit l'historique et les principes de cet algorithme dans un article paru dans le Bulletin de la société informatique de France.

### Problèmes restreints à la classe
Certains problèmes algorithmiques sont plus faciles à résoudre si on se restreint aux graphes planaires, par exemple le problème de l'isomorphisme de graphes peut être résolu en temps linéaire, ce qui a priori n'est pas du tout le cas pour l'ensemble des graphes. De même pour l'approximation, par exemple le problème k-centre ne peut pas être approché avec un meilleur ratio que 2 dans le cas général, sauf si P=NP, alors qu'il existe un schéma d'approximation en temps polynomial pour le cas planaire.
Ce n'est pas le cas de tous les problèmes, par exemple le problème de couverture par sommets reste NP-complet, c'est-à-dire difficile à résoudre a priori, même si l'on se restreint à des graphes planaires de degré au plus 3.